# Староказеевское сельское поселение
Староказеевское се́льское поселе́ние — муниципальное образование в Камско-Устьинском районе Татарстана Российской Федерации.
Административный центр — деревня Караталга.

## История
Статус и границы сельского поселения установлены Законом Республики Татарстан от 31 марта 2005 года № 26-ЗРТ «Об установлении границ территорий и статусе муниципального образования "Камско-Устьинский муниципальный район" и муниципальных образований в его составе».

## Население
| 2010 | 2011 | 2012 | 2013 | 2014 | 2015 | 2016 |
| ---- | ---- | ---- | ---- | ---- | ---- | ---- |
| 502  | ↘499 | ↘477 | ↘464 | ↘459 | ↘448 | ↘439 |
| 2017 | 2018 |      |      |      |      |      |
| ↘425 | ↘406 |      |      |      |      |      |

## Состав сельского поселения
| № | Населённый пункт | Тип населённого пункта          | Население |
| - | ---------------- | ------------------------------- | --------- |
| 1 | Атабаево         | деревня                         |           |
| 2 | Бишалабы         | деревня                         |           |
| 3 | Караталга        | деревня, административный центр |           |
| 4 | Старое Казеево   | село                            |           |